# Trabant 601
 (mai 2021).
Si vous disposez d'ouvrages ou d'articles de référence ou si vous connaissez des sites web de qualité traitant du thème abordé ici, merci de compléter l'article en donnant les références utiles à sa vérifiabilité et en les liant à la section « Notes et références ».
La Trabant 601 est une automobile fabriquée entre 1964 et 1990 par l'entreprise d'État est-allemande VEB Sachsenring Automobilwerk Zwickau (AWZ). Symbole de la République démocratique allemande, la Trabant est aujourd'hui une voiture culte en Allemagne, au même titre que la Volkswagen Coccinelle, la Fiat 500, l'Austin Mini ou encore la Citroën 2 CV.

## Histoire

### La 601: une évolution plus qu'une révolution

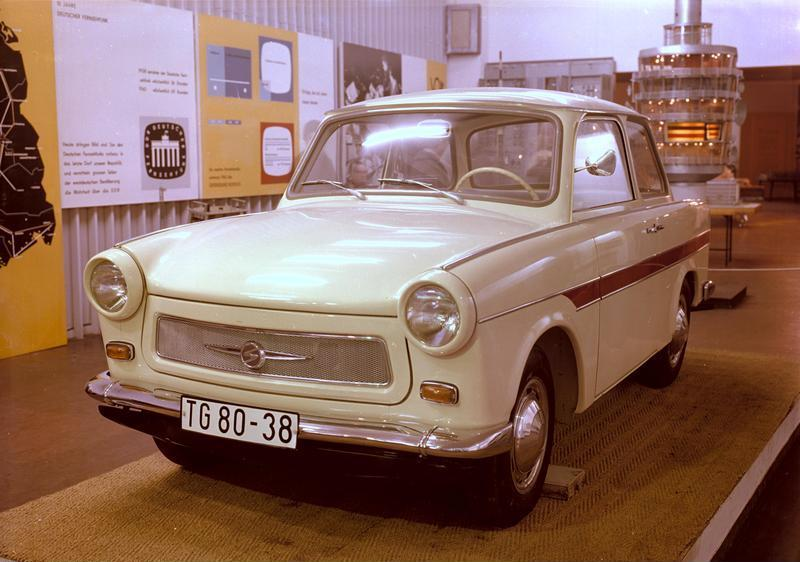
Un exemplaire de présérie de la Trabant 601, en 1963.

C'est en 1961 que débute le projet P601. À l'époque, la Trabant P50 va sur ses quatre ans, et son remplacement par un modèle esthétiquement identique mais doté d'un nouveau moteur est imminent. Mais les rondeurs ne sont plus d'actualité en ce début des années 1960 et le bureau d'études d'AWZ l'a bien compris. Il s'agit donc de donner un aspect plus moderne à la petite berline de la marque.
Les premiers exemplaires de présérie sortent de l'usine en 1963, et la nouvelle Trabant 601 est présentée en mars 1964.
Ses lignes évoquant quelque peu une Peugeot 404 en réduction sont dans l'air du temps, et la 601 fait plutôt bonne figure, même face à la concurrence de l'époque, représentée notamment par la Volkswagen Coccinelle, la Daf 30 (Daffodil), la Sunbeam Imp et dans une moindre mesure la FSO Syrena fabriquée en Pologne. La Trabant se veut aussi plus fonctionnelle : les surfaces vitrées augmentent ainsi de 26 %, le volume du coffre et l'espace intérieur sont également revus à la hausse.
En revanche, rien de neuf sous le capot : c'est le bicylindre deux-temps de 594 cm3 issu de la P60 et placé en position transversale qui reprend du service. Il développe toujours 23 ch, et emmène les 615 kg (à vide) de la voiture à un peu plus de 110 km/h. Est également présent le système de roue libre débrayant le moteur à chaque décélération, évitant ainsi le serrage des pistons.
Comme les modèles précédents, la 601 reçoit une carrosserie en Duroplast, un matériau thermodurcissable composé notamment de phénol et de fibres de coton, utilisé pour pallier le manque d'acier. Il faut désormais 70 heures pour fabriquer une Trabant, ce qui représente un gain de 60 % par rapport à la fin des années 1950.

### Années 1960: la conquête de l'Est

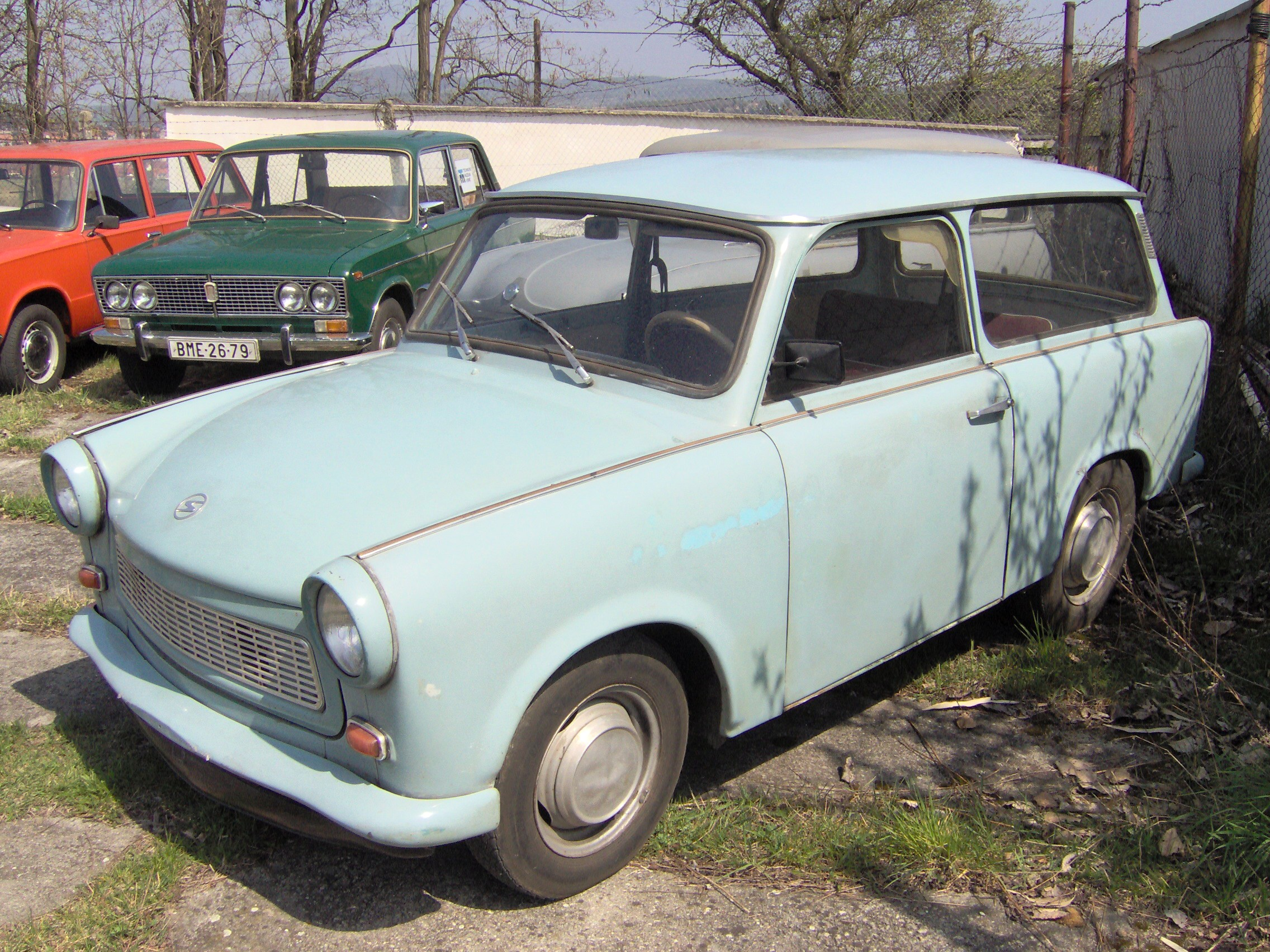
Une Trabant 601 Universal tchèque.

Un an après son lancement, la Trabant « Standard » se voit épaulée par une version 601 H, équipée d'un embrayage électromagnétique baptisé « Hycomat » qui supprime la pédale d'embrayage : une pression sur le levier de vitesses envoie un signal électrique au moteur, ce qui permet de changer de rapport. Ce système sera par la suite uniquement proposé en option.
Au mois d'août de cette même année 1965, le break Universal fait son apparition. Il sera suivi en 1966 par une version évoquant la Kübelwagen des années 1940 (réservée à l'armée et à la Volkspolizei), puis par une fourgonnette destinée à l'exportation en 1967.
En 1966, la gamme s'enrichit d'une finition « L » se distinguant par sa sellerie de meilleure qualité, ses accoudoirs à l'avant, ses pare-chocs chromés et sa calandre grillagée en métal. Elle prendra le nom de « Luxe » en 1967, alors qu'une exécution intermédiaire « S » apparaît entre-temps.
En décembre 1968, la puissance du moteur passe à 26 ch grâce à un nouveau carburateur et des améliorations au niveau des cylindres et des pistons. En 1969, la calandre grillagée de la Luxe est généralisée.
Alors que les précédents modèles de l'usine de Zwickau ne sont guère sortis de leur RDA natale, la 601 tente de s'exporter davantage. C'est ainsi qu'elle conquiert presque tout le bloc de l'Est : Pologne, Tchécoslovaquie, Hongrie, Yougoslavie, Roumanie et Bulgarie l'adoptent. Seule l'Union soviétique n'a jamais importé de voitures d'Allemagne de l'Est, probablement afin de préserver ses constructeurs nationaux VAZ (Lada), AZLK (Moskvitch), ou encore ZAZ.
Mais on verra également des Trabant 601 sur quelques marchés occidentaux, comme le Danemark, la Norvège, la Finlande, l'Islande (le refroidissement par air était très apprécié dans ces pays aux hivers rigoureux), les Pays-Bas,la France, la Belgique (environ 600 unités y ont été immatriculées jusqu'en 1971), ainsi que la Grèce , où les véhicules bon marché des pays de l'Est ont toujours eu beaucoup de succès. Quelques centaines d'exemplaires ont même été exportés dans la RFA voisine.

### Les années 1970: peu de changements

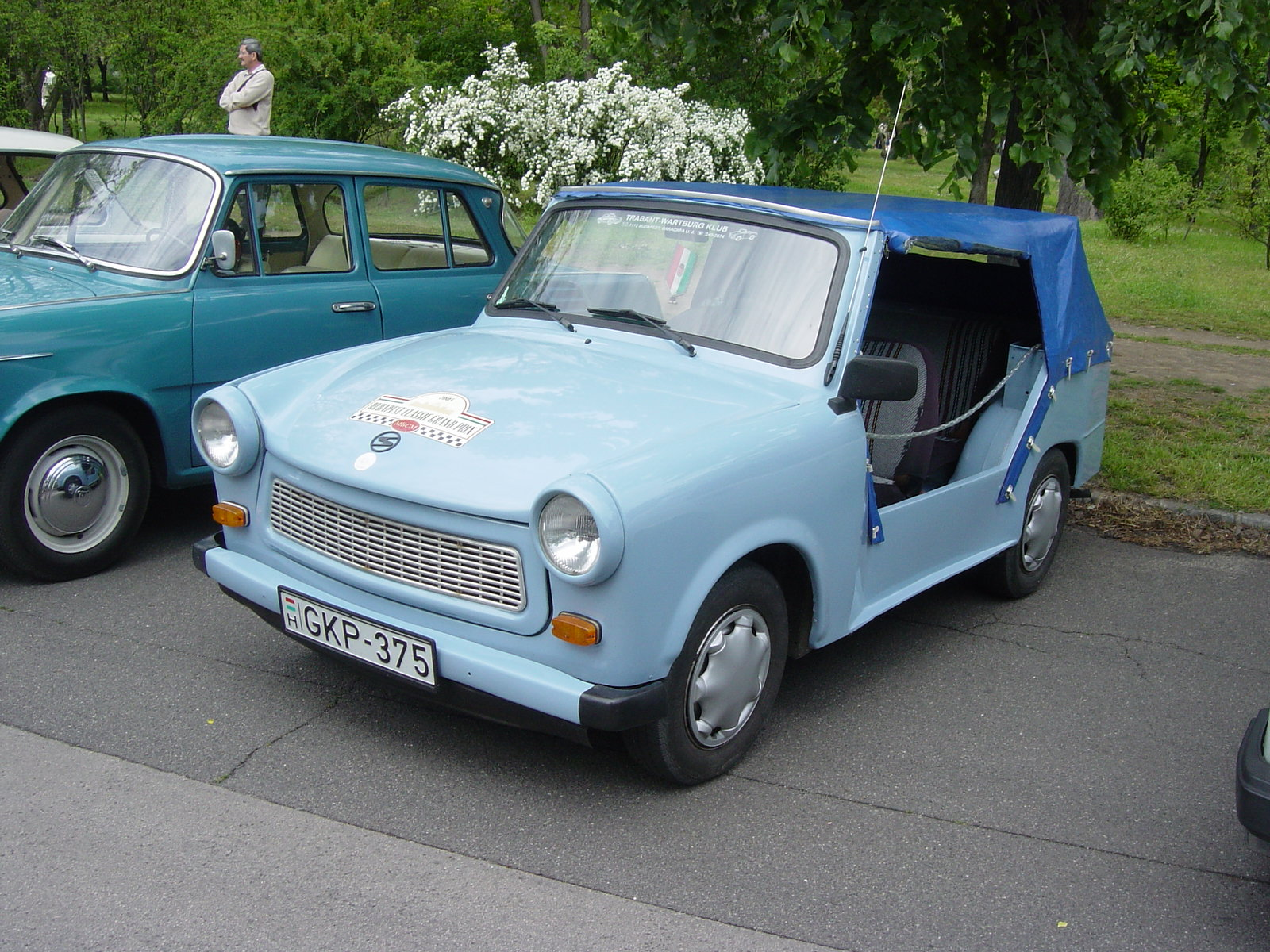
Une Trabant 601 Tramp en Hongrie.

La millionième Trabant 601 sort des chaînes en 1973. Ce nombre peut paraître somme toute modeste pour une voiture de grande diffusion à laquelle une usine entière est dédiée et après déjà neuf ans de carrière, mais il faut tenir compte d'un temps de fabrication beaucoup plus long que chez les autres constructeurs, à cause de la carrosserie en Duroplast. Cette même année est arrêtée la production de la fourgonnette : il n'en a été fabriqué que 1 300 exemplaires depuis 1967. En 1974, le tableau de bord est modernisé.
L'année 1978 voit apparaître une originale version « Tramp », sorte de croisement entre une Citroën Méhari et une Renault 4 « Plein Air », avec bien sûr la « bouille » caractéristique de la Trabant. En réalité, il s'agit d'une version civile de la torpédo militaire de 1966. Quelques exemplaires seront exportés, principalement au Danemark et en Grèce.
En 1979, la Trabant s'embourgeoise en intégrant à sa gamme une version « S de Luxe », caractérisée par sa sellerie de meilleure facture et son feu de recul. Jusqu'en 1990, la gamme s'articulera autour de ces trois finitions : Standard, S, et S de Luxe.

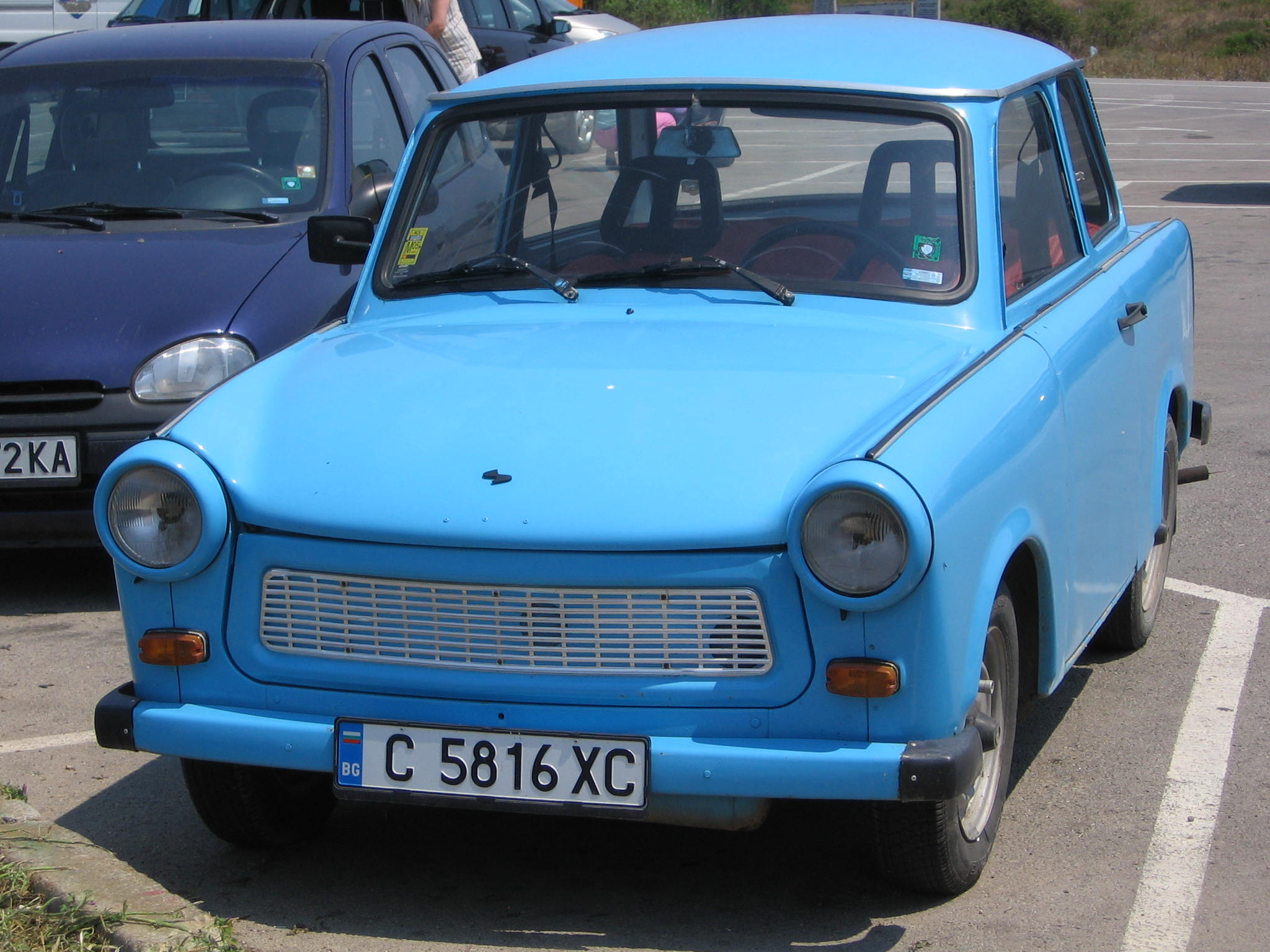
Une Trabant 601 des années 1980 en Bulgarie.

### Les années 1980: à bout de souffle

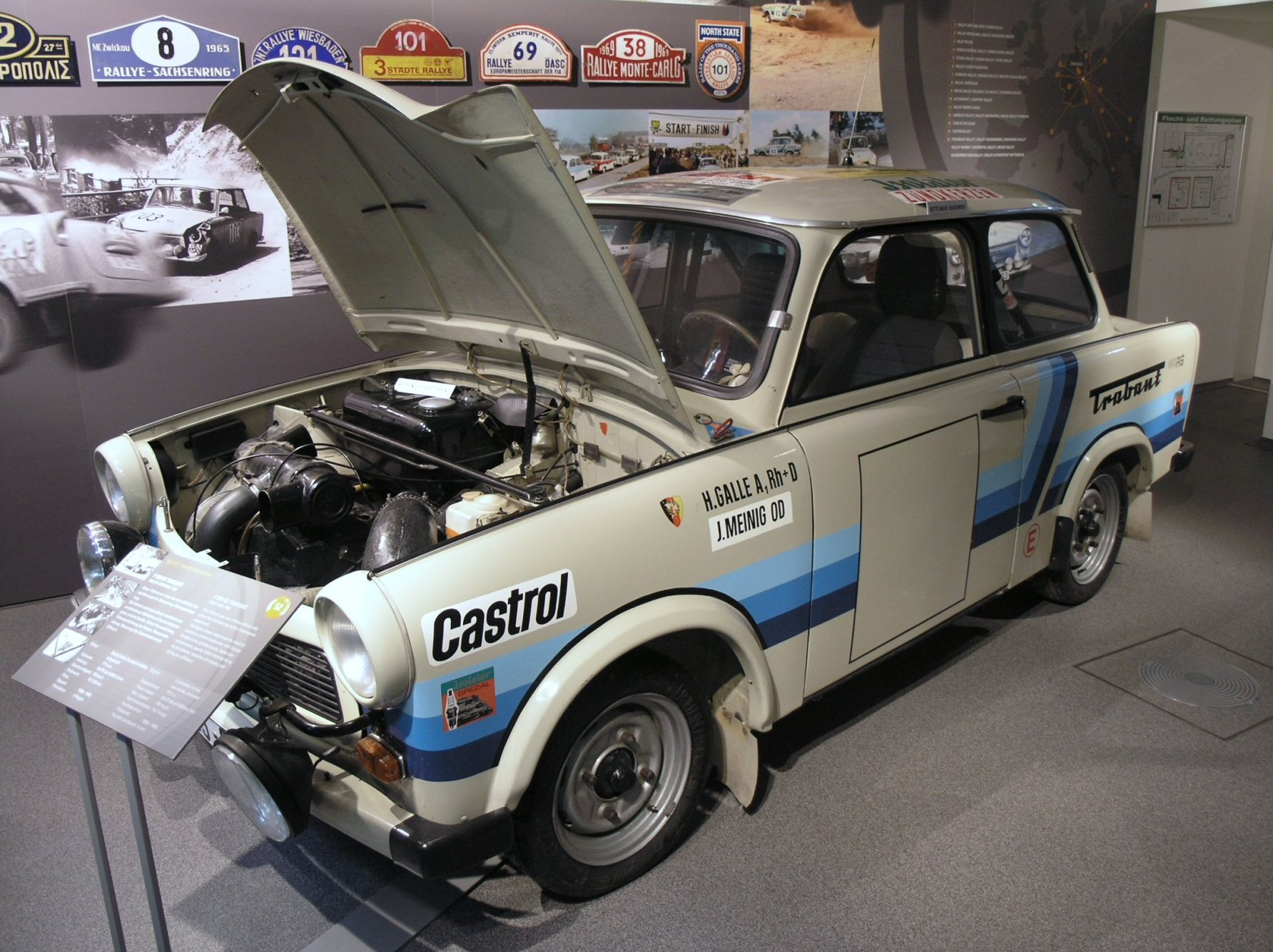
Une Trabant 800 RS.

Au début des années 1980, il n'y a guère plus que les citoyens des pays de l'Est pour acheter encore des Trabant. Car elles restent les plus abordables du marché d'Europe de l'Est, même si les Lada soviétiques, Škoda  tchécoslovaques, Zastava yougoslaves, FSO polonaises et Dacia roumaines sont moins dépassées techniquement (moteurs quatre-temps…).
À l'heure où l'industrie automobile cède à la mode du plastique noir, AWZ en équipe sa 601, mais uniquement pour les extrémités du pare-chocs avant (1980) et les poignées de portes (1982). En 1985, la Trabant reçoit enfin l'allumage électronique. Sur la version S de Luxe, un toit ouvrant fait désormais partie du catalogue des options. En 1988, l'archaïque suspension à lames transversales est remplacée par un système à ressorts hélicoïdaux.
L'usine a fabriqué en petite série une version rallye de la 601 entre 1986 et 1988. Cette 800 RS voyait son bicylindre « gonflé » à 711 cm3, et recevait une boîte à cinq rapports.

### La fin et le bilan

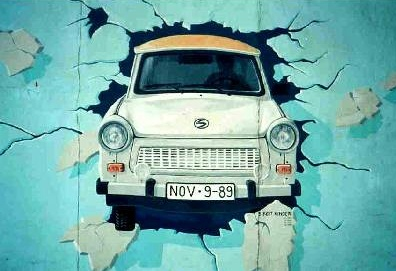
Birgit Kinder, Test the Best, peinture murale représentant une Trabant 601 franchissant le mur de Berlin.

Le 9 novembre 1989, les autorités est-allemandes décident d'ouvrir une partie du mur de Berlin. Les caméras du monde entier filment ces centaines de Trabant aux couleurs désuètes franchir la frontière. La République démocratique allemande n'y survivra pas, et son industrie automobile non plus.
En 1990, l'ouverture des marchés à la concurrence permet aux Allemands de l'Est de se ruer sur les Volkswagen, Opel et autres BMW d'occasion fabriquées à l'Ouest. L'antique Trabant 601, âgée de 26 ans, ne peut plus lutter, et son moteur deux-temps est de toute façon condamné par les normes anti-pollution.
En mai 1990, AWZ tente un dernier pari en présentant la Trabant 1.1, dotée d'un 4-cylindres quatre-temps d'origine Volkswagen, hérité de la Polo.
La dernière Trabant 601 est produite le 25 juillet 1990 à Zwickau. Au total 2 818 547 exemplaires auront été fabriqués.
Pendant les années 1990, les carcasses de Trabant s'amoncellent dans les casses, les Allemands de l'Est ne voulant plus entendre parler de cette voiture.

## La Trabant 601: tout un symbole

### Un indicateur de la faillite économique de la RDA

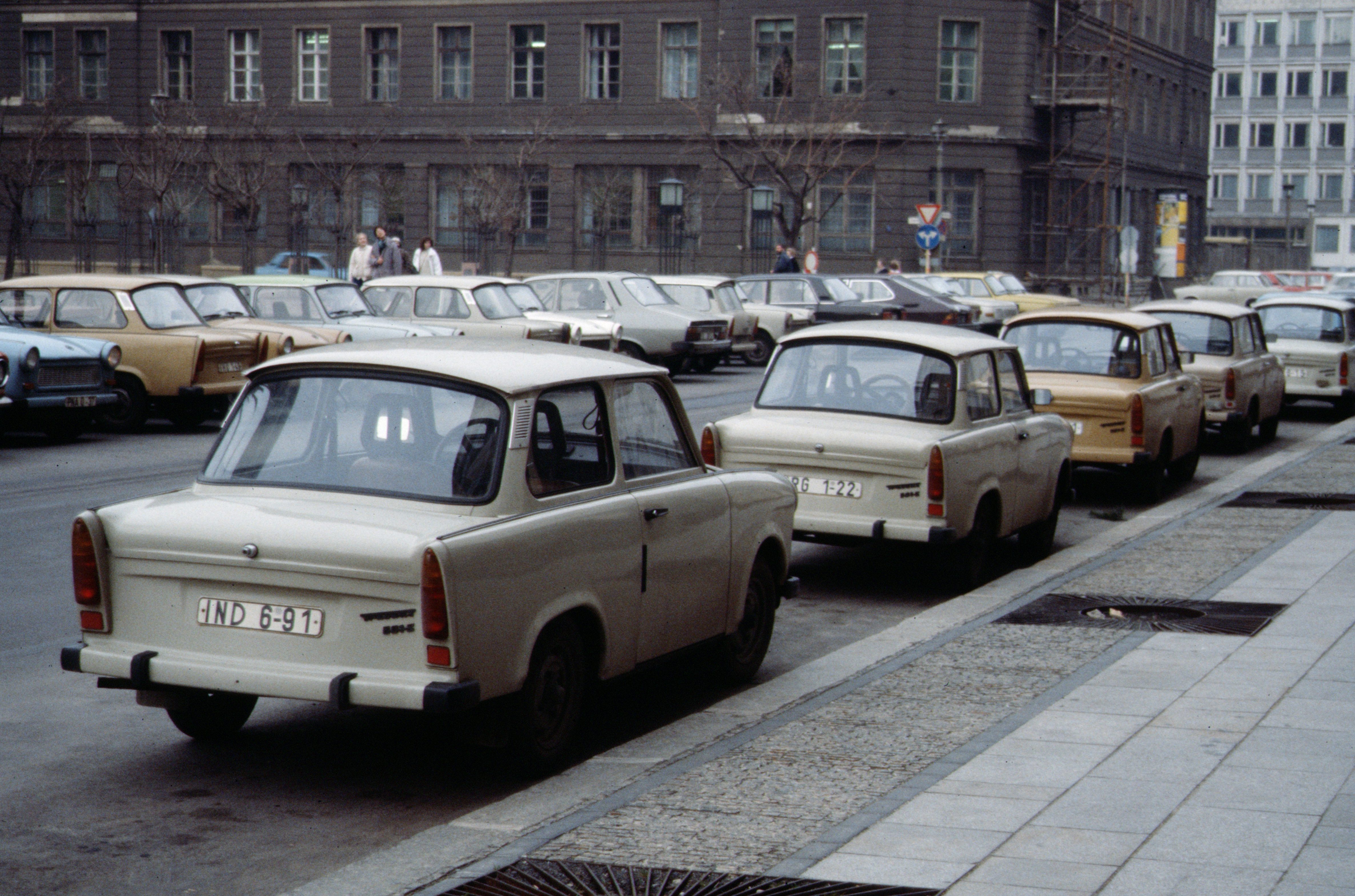
Une rue de Berlin-Est en 1989.

Construite avec un matériau composite pour pallier le manque d'acier, la Trabant s'accordait bien avec la pénurie chronique en matières premières qui frappait la RDA.
À sa sortie en 1964, la 601 était affichée au prix symbolique de 1 000 Ostmarks. Mais celui-ci était purement fictif : il fallait en effet ajouter une multitude d'options, telles que les roues, les sièges « confort », le volant « spécial » (il n'y avait ni sièges ni volant « normaux »…), les ceintures de sécurité (sans quoi la voiture ne pouvait pas être immatriculée).
En 1985, la gamme débutait à 8 500 Ostmarks pour la Limousine Standard, et grimpait jusqu'à 9 700 Ostmarks pour le break Universal S de Luxe.
Pour pouvoir bénéficier d'une voiture en RDA (et dans tous les pays communistes), il fallait le « mériter », soit par de bonnes actions sociales, soit en dénonçant un contrevenant, soit encore en ayant un poste à responsabilités. Lors de la remise des clés à Zwickau, une grande réception était organisée, et tous les nouveaux propriétaires conviés. Mais avant d'y arriver, il fallait s'armer de patience : les délais de livraison étaient en moyenne compris entre dix et quinze ans dans les années 1980. La Trabant avait ainsi la particularité d'être beaucoup plus chère d'occasion que neuve, mais ces exemplaires de seconde main étaient rares.
Malgré tout, la Trabant 601 était de loin la voiture la plus courante en Allemagne de l'Est, loin devant sa compatriote Wartburg 353, plus onéreuse et davantage exportée.

### Une voiture culte

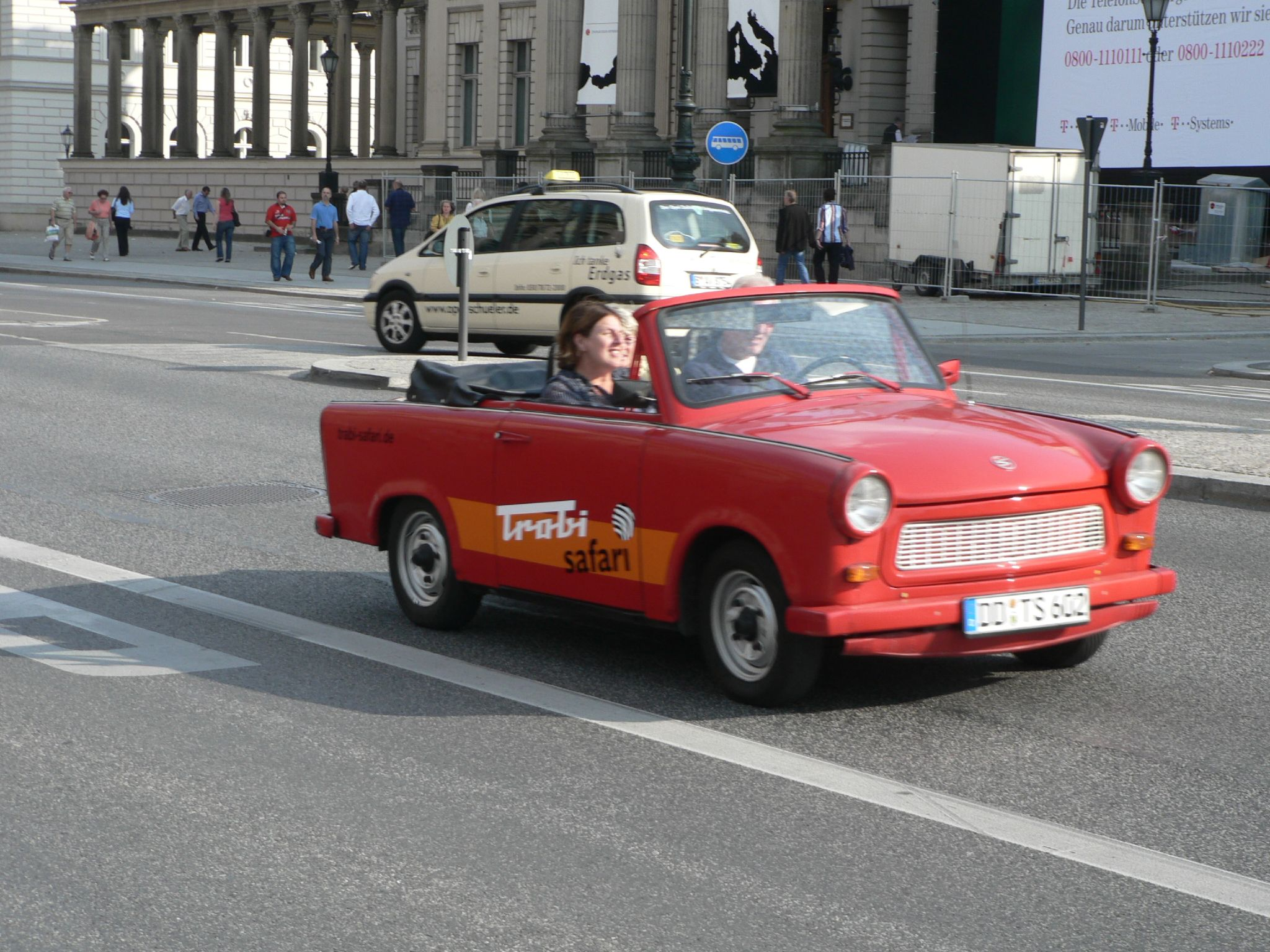
Un cabriolet artisanal sur base Trabant 601 véhiculant les touristes à Berlin (2006).

Considérée à l'époque comme la réponse est-allemande à la Volkswagen Coccinelle, la « Trabi » est aujourd'hui devenue presque aussi culte que la « Cox » en Allemagne. De très nombreux clubs à travers le monde y sont consacrés, notamment en ex-Allemagne de l'Est où elle surfe sur la vague de « l'Ostalgie », ce mouvement qui remet à la mode les valeurs et les produits de la RDA. C'est dans ce même esprit que, par exemple, des Trabant carrossées en limousine ou en cabriolet sont utilisées pour faire visiter Berlin aux touristes.
On retrouve également la Trabant 601 au cinéma, comme dans Good Bye, Lenin! (2003), Tout est illuminé (2005), ou encore Go Trabi Go (1991). La Trabant 601 est également utilisée par le groupe U2 dans son iconographie accompagnant les albums et les tournées à l'époque de Achtung Baby (dont dans une des vidéos de la chanson One) et Zooropa. Lors de la tournée Zoo TV Tour, le groupe irlandais utilisait des Trabant suspendues au-dessus de la scène, dont les phares avaient été remplacés par des projecteurs pour éclairer les musiciens.

## Galerie

Différents modèles
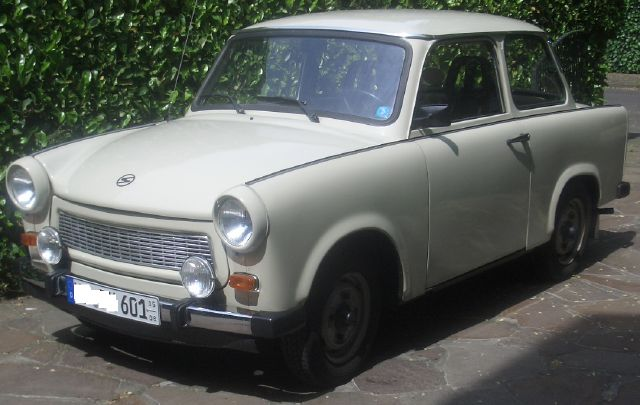
Une Trabant 601 S de Luxe de 1988.
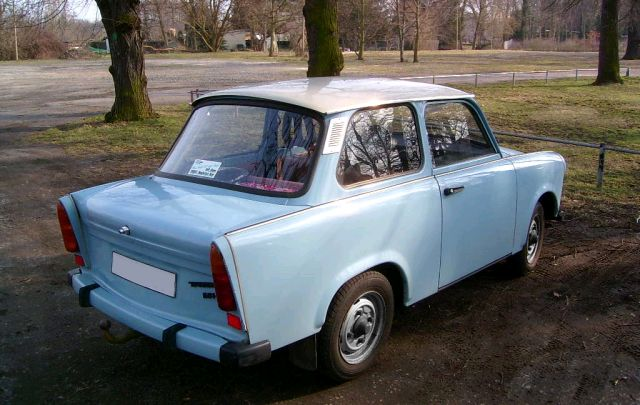
Une Trabant 601 S de 1989.
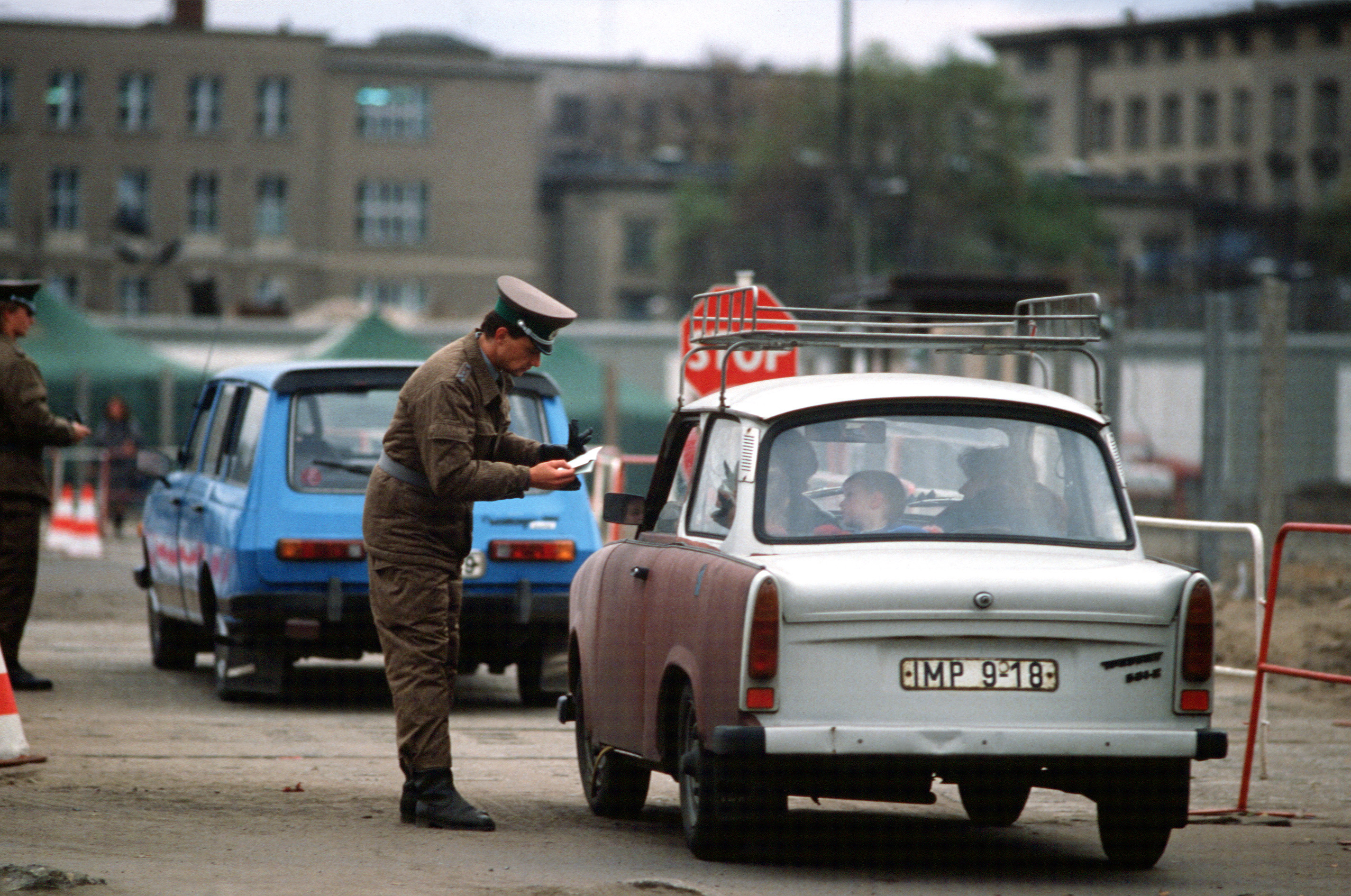
Une Trabant 601 S passant le mur de Berlin le 14 novembre 1989.
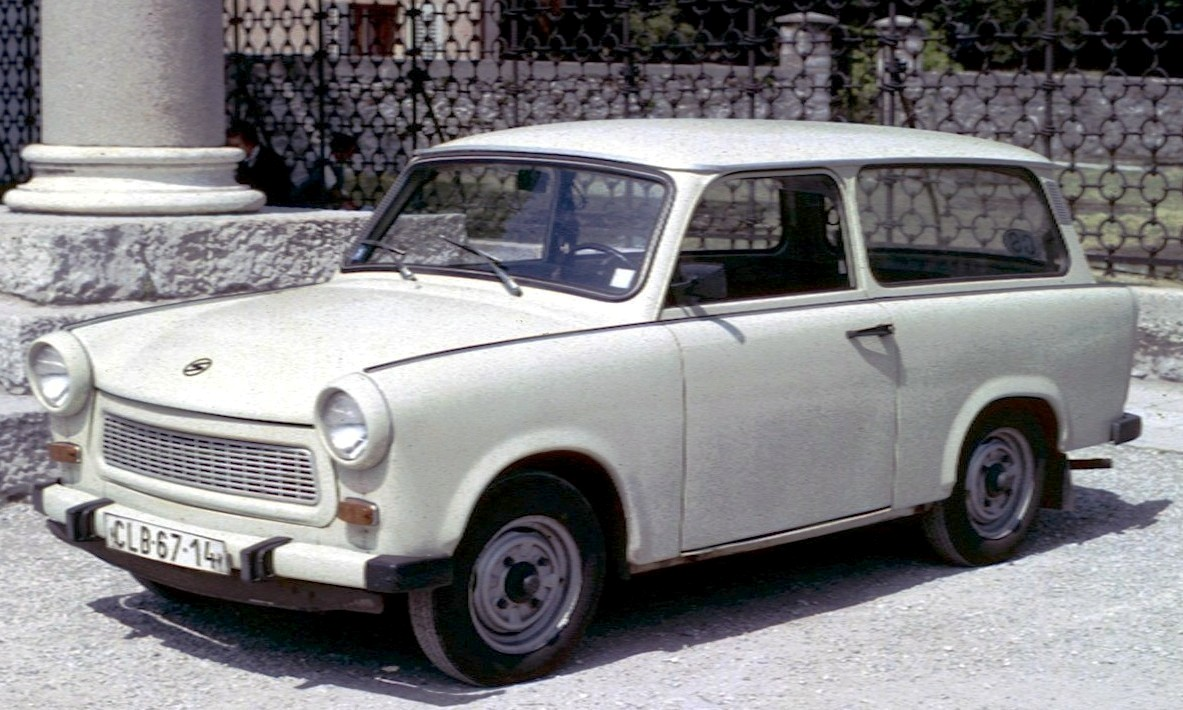
Une Trabant 601 Universal photographiée en Italie en 1985.
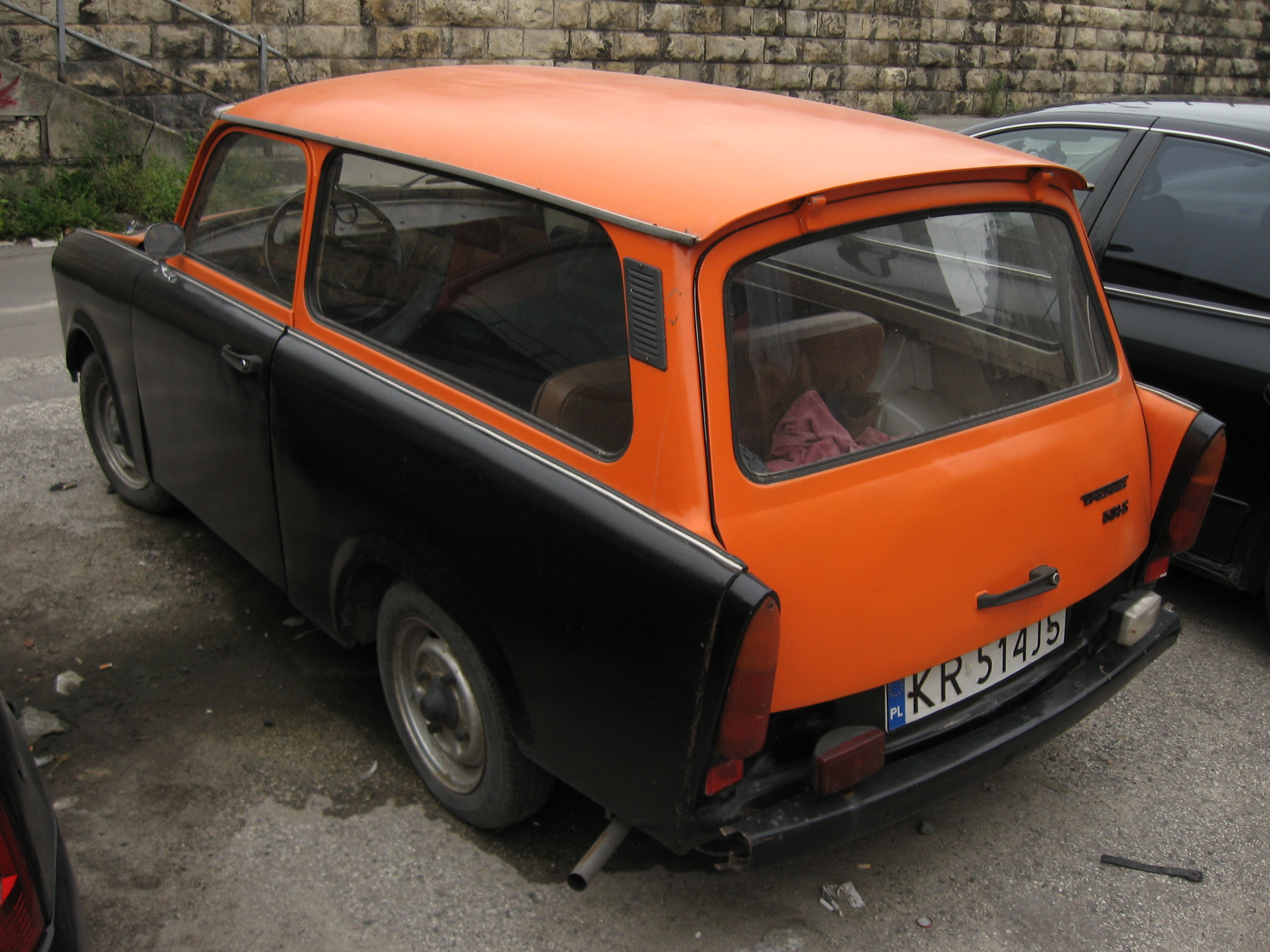
Une Trabant 601 S Universal.
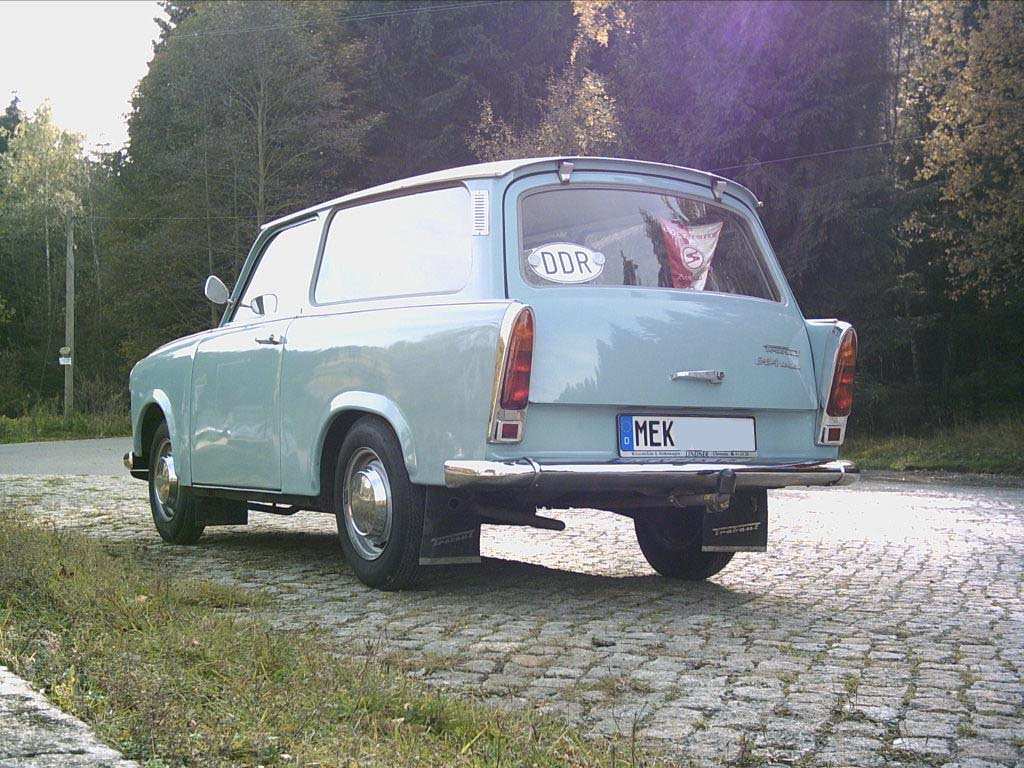
Une Trabant 601 Luxe Universal de 1970.
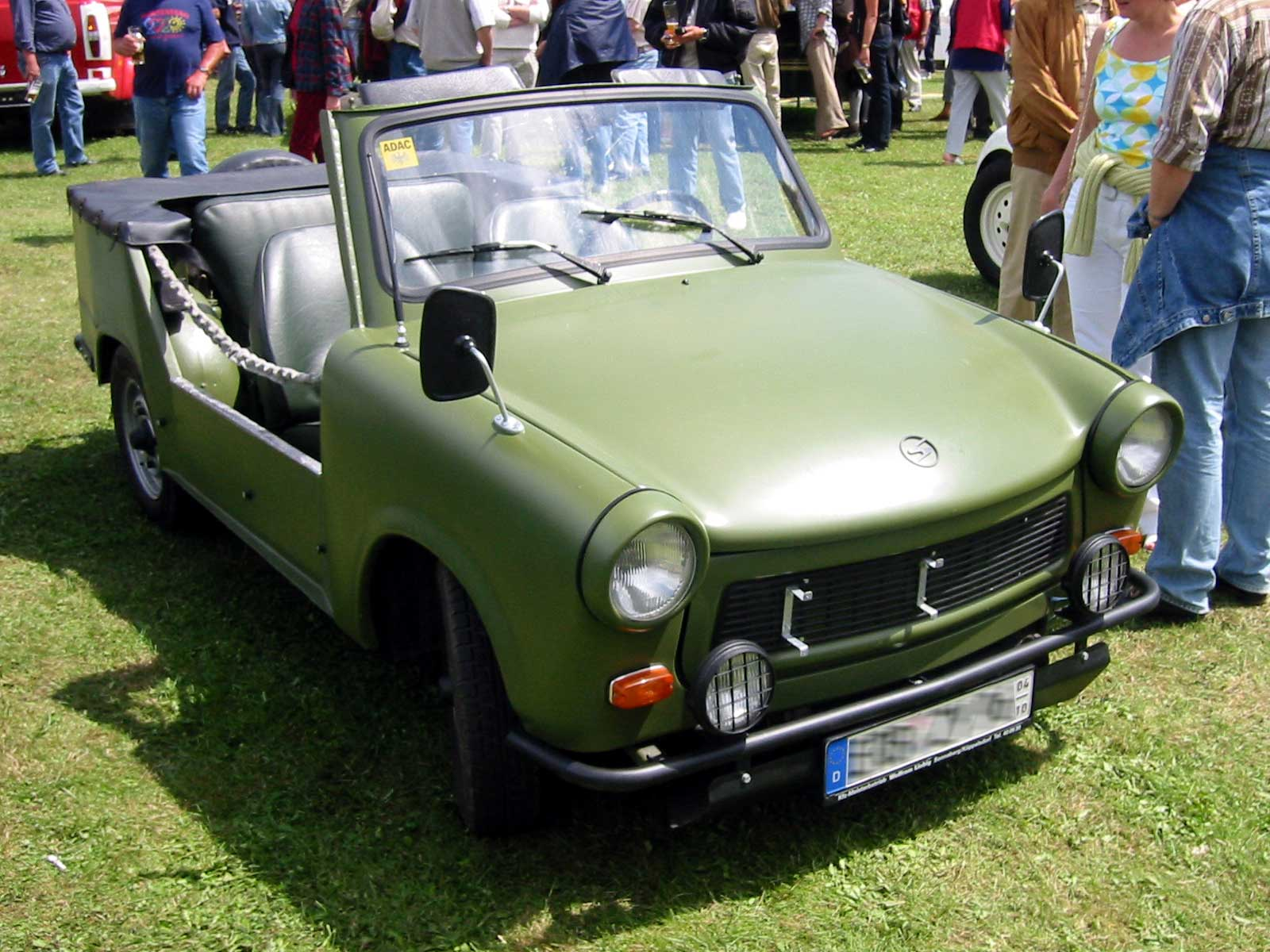
Une Trabant 601 « Kübel ».
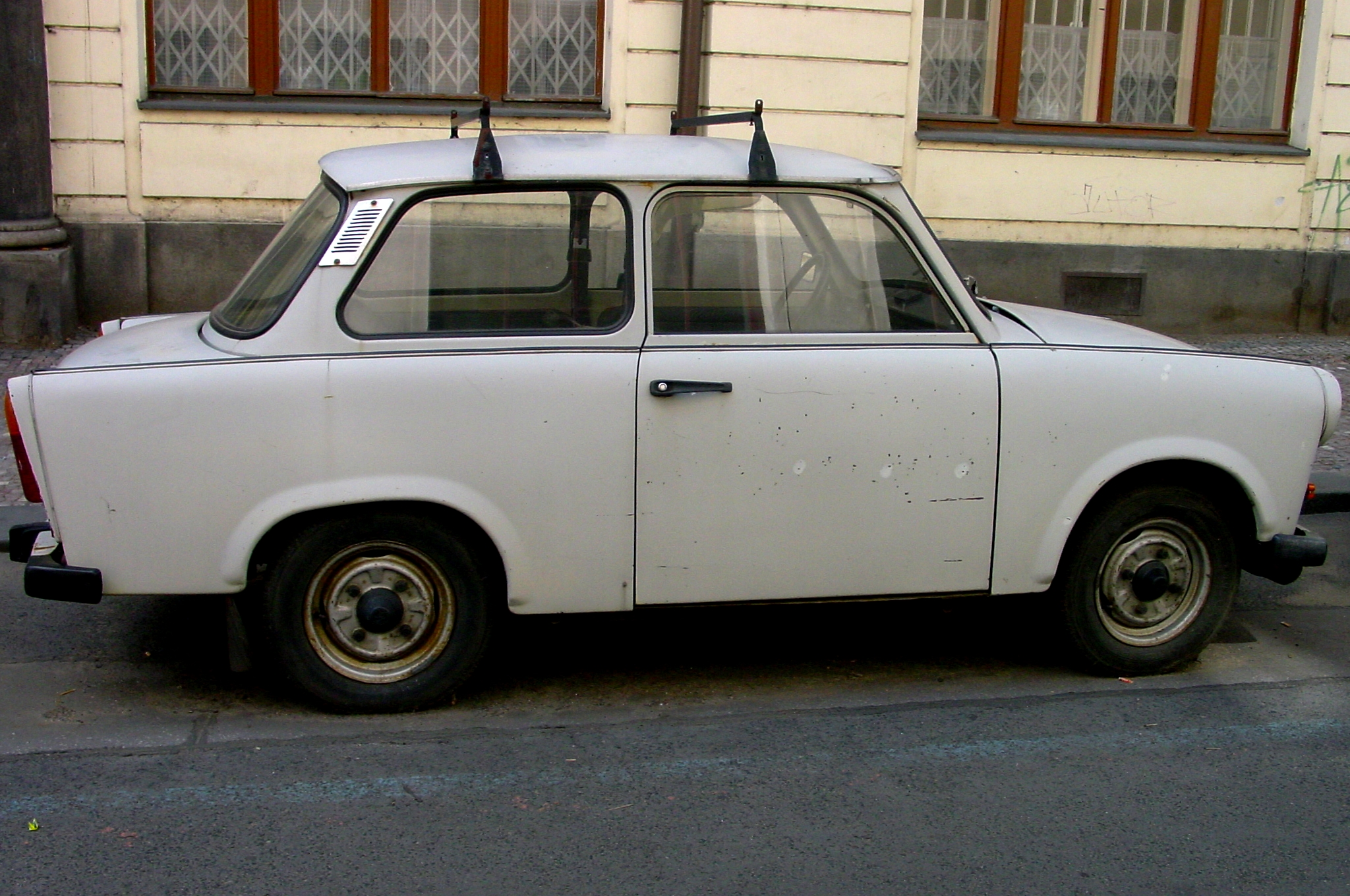
Une Trabant 601 à Prague.
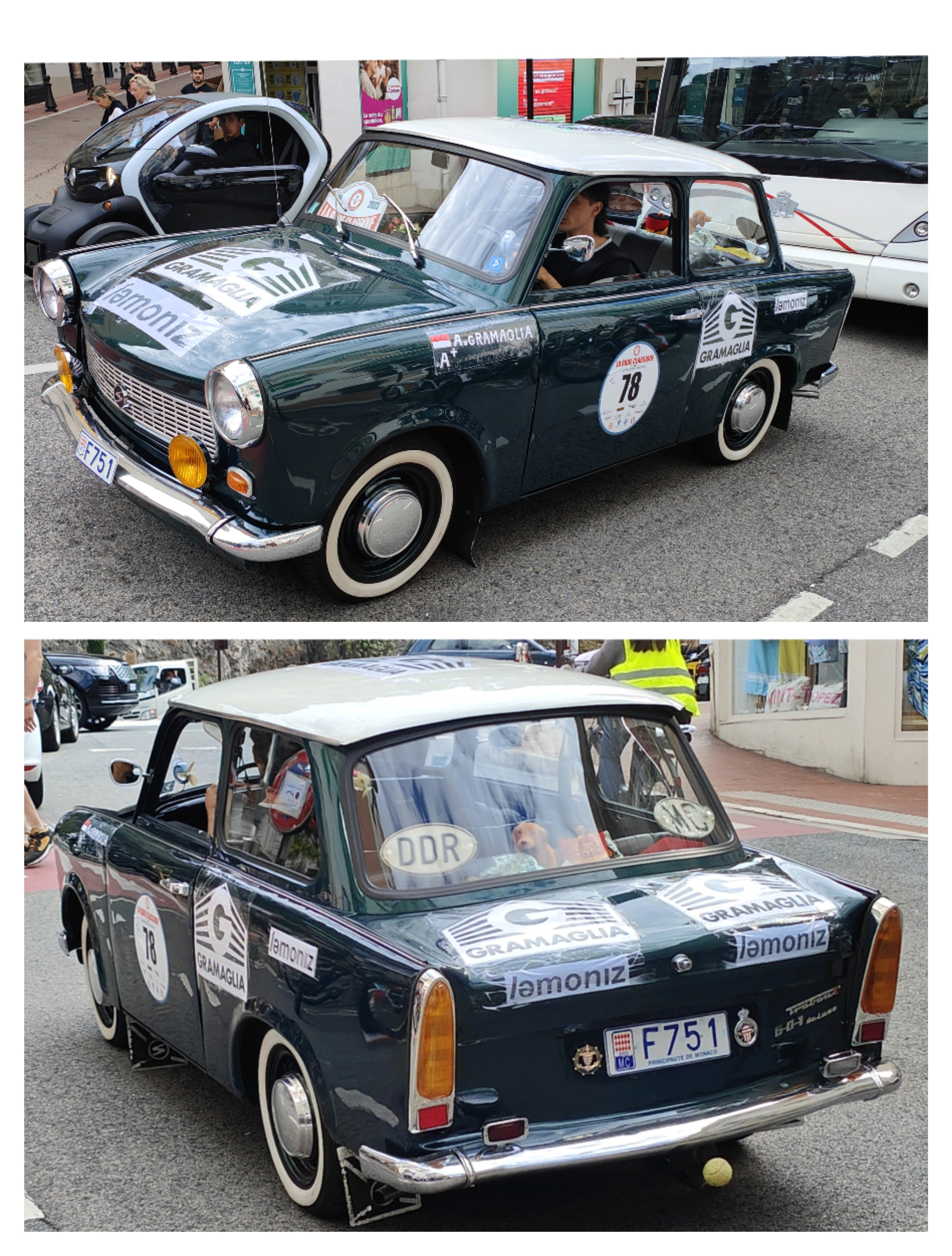
Une 601 à Monaco.